# 約翰·史密斯 (財政大臣)

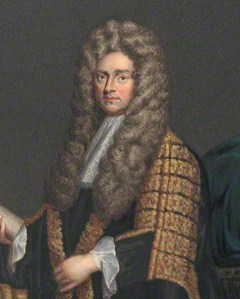
約翰·史密斯

約翰·史密斯（John Smith；1655年（或1656年）—1723年），是英國的政治人物，曾兩次擔任財政大臣。

## 生平
史密斯的父親也叫約翰·史密斯（1690年逝世），來自漢普郡的蒂德沃思，有一名姊妹達什伍德夫人安妮（Lady Dashwood Anne）。他曾被牛津大學聖約翰學院錄取但未取得學位，後來考入中殿律師學院。1678年，史密斯成為國會議員，是溫和派的輝格黨黨員。
1694年，史密斯首次任命為財政部委員，並在1699年6月2日出任財政大臣直至1701年3月27日；後在1705年到1708年擔任下議院議長；1708年4月22日他回任財政大臣，任職至1710年8月11日。他是英格蘭下議院最後一名議長，同時於《1707年聯合法令》通過後成為首名大不列顛下議院的議長。